# Masubia

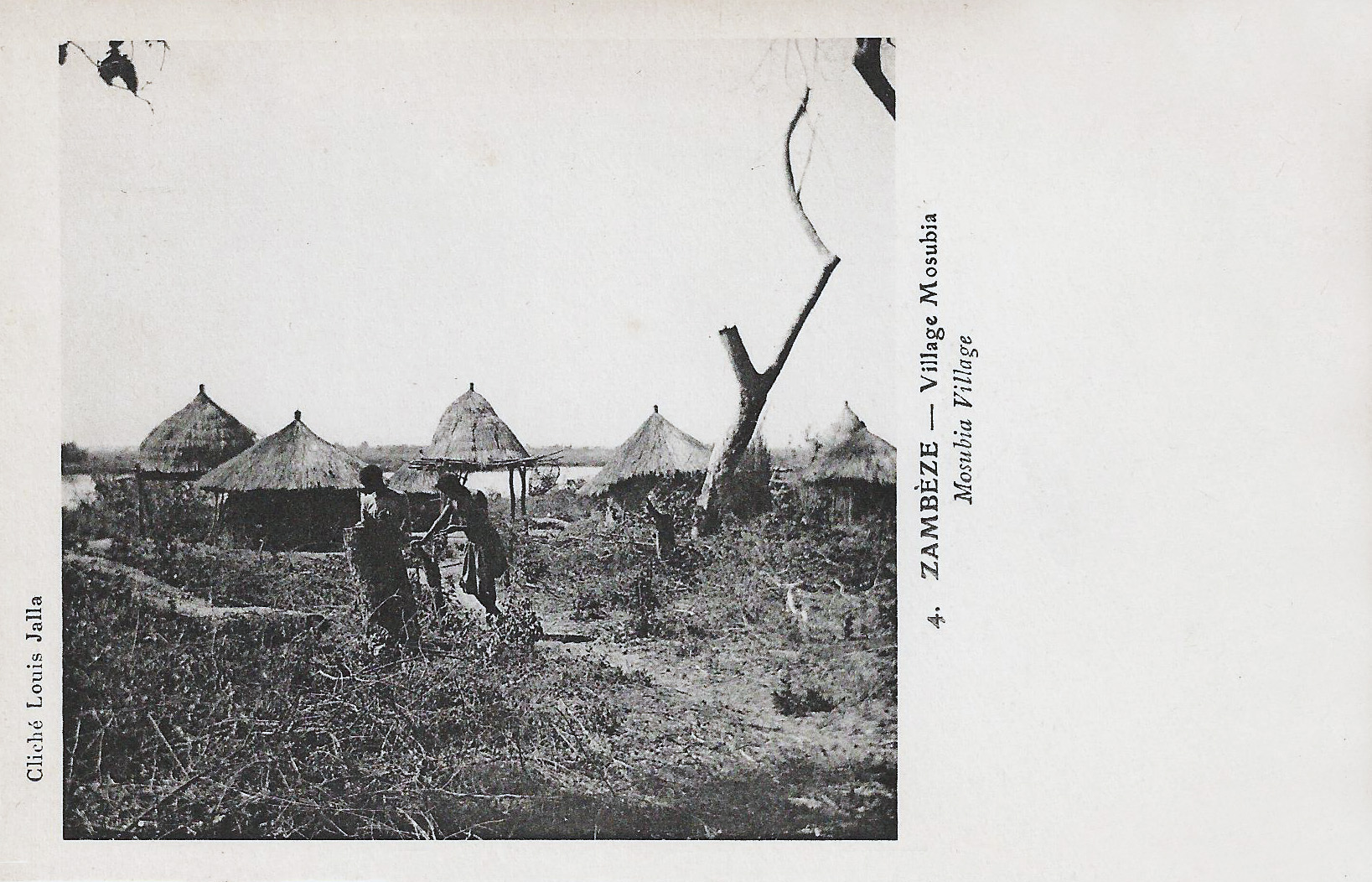
Masubia-Dorf (1906)

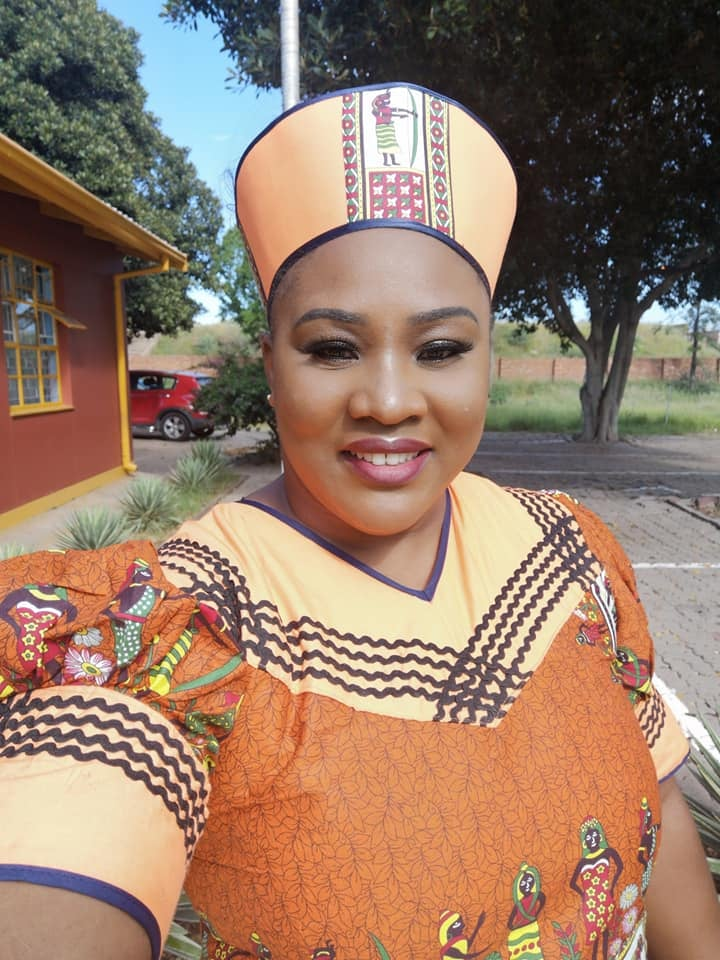
Subia Frau trägt traditionellen Musisi

Die Masubia, baSubiya, Subiya oder Subia, historisch wohl auch Mosubia, in Eigenbezeichnung Veekuhane bzw. Bekuhane, sind ein Clan der Lozi in Namibia und Botswana.
Sie gehören zu den Caprivianern, die in der ehemals gleichnamigen Region Sambesi im äußersten Nordosten Namibias sowie im angrenzenden Chobe District in Botswana leben. Es gibt (Stand 2023) allein in Namibia knapp 62.600 Masubia. Ihre Sprache ist CiSubia (auch als Chikuhane bekannt). Es ist mit den Sprachen Totela und Fwe verwandt.
Sie werden als Traditionelle Verwaltung von einem König, dem Munitenge, zuletzt von 1996 bis 2021 Kisco Liswani III., angeführt. Dieser hat seinen Hauptsitz in Bukalo. Ihr historisches Reich ist als Itenge bekannt. Sie gliedern sich eigentlich in vier königliche Einzelhäuser: Mahundu, Kasika, Ngoma und Bukalo.

## Geschichte
Die Masubia zogen ursprünglich aus Zentralafrika in das südliche Afrika und siedelten zunächst um die Goha Hills im heutigen Botswana (dort unter heutigem Vorsitz von  Munitenge Nkonkwena). Aufgrund lokaler Auseinandersetzungen zogen die Masubia in den Caprivizipfel und siedeln seitdem dort. Die eigentlich aus Sambia stammenden Lozi vermischten sich zunehmend ab dem 17. Jahrhundert mit den Masubia. Keinesfalls stammen die Masubia eigener Aussage nach von den Mbukushu oder Totela ab. Es gibt Studien dazu, dass sie hingegen mit den Damara verwandt sein sollen.
Bis 1876 (und ab der Regentschaft von Nsundano I.) waren die Basubiya in ihrem Königreich Itenge vereint, ehe sich unter anderem das Malozi-Königreich abspaltete.

## Kultur und Religion
Die Masubia lebten traditionell als Jäger und Sammler haben sich aber mindestens seit ihrer dauerhaften Ansiedlung im Caprivi vor allem dem Fischfang zugewandt. Die Frauen sind für den Anbau von Gemüse und Früchten verantwortlich. Hauptspeise ist Mahangu-Brei (siehe Mielie Pap) mit Fisch und saurer Milch.
Der traditionelle Glaube der Masubia basiert auf dem Ahnenkult. Der Geist der verstorbenen stellt die Verbindung zu Gott her. Eine Missachtung der Ahnen wird bestraft.
Gott wird „Ireza“ genannt; um die 40 % der Masubia sind Christen.
Die Masubia sind für ihre Tänze, Chiperu und Chizo und ihre traditionelle Kleidung, Musisi, bekannt.